# EuroLeague 2013/14
Die Saison 2013/14 war die 14. Spielzeit der EuroLeague (offiziell Turkish Airlines EuroLeague) unter Leitung der ULEB und die insgesamt 57. Saison des bedeutendsten Wettbewerbs für europäische Basketball-Vereinsmannschaften, der von 1958 bis 2000 von der FIBA unter verschiedenen Bezeichnungen organisiert wurde.
Den Titel gewann Maccabi Tel Aviv. Für die Israelis war es der dritte Gewinn der EuroLeague.

## Modus
Von den 24 an der EuroLeague teilnehmenden Mannschaften waren 23 direkt für die Gruppenphase qualifiziert, ein weiterer Teilnahmeplatz wurde in einer zusätzlichen Qualifikationsrunde ausgespielt.
Die 24 Mannschaften wurden in vier Gruppen zu je sechs Mannschaften eingeteilt, wobei jede Mannschaft je ein Heim- und Auswärtsspiel gegen jede andere Mannschaft im Rundenturnier-Modus (englisch round robin) bestreitet. Die vier bestplatzierten Mannschaften jeder Gruppe wurden in die zwei Gruppen der zweiten Gruppenphase zugeteilt, in der ebenfalls jede Mannschaft je ein Heim- und Auswärtsspiel gegen jede andere Mannschaft bestritt. Die bestplatzierten vier Mannschaften der zweiten Gruppenphase qualifizierten sich für die K.O.-Runde, welche als Play-off im „Best-of-Five“-Modus ausgespielt wurde. Die vier sich durchsetzenden Mannschaften qualifizierten sich für das Final-Four-Turnier in Mailand.
Zunächst fand vom 1. bis zum 4. Oktober 2013 ein Qualifikationsturnier statt. Die Hauptrunde begann am 17. Oktober 2013 und endete mit dem Final Four im Mai 2014 in Mailand.

## Qualifikation
Insgesamt traten acht Mannschaften aus unterschiedlichen Ländern im Wettbewerb um einen Startplatz in der Hauptrunde an. Die sieben gescheiterten Klubs spielten im EuroCup weiter.
Das Qualifikationsturnier fand vom 1. bis zum 4. Oktober 2013 im litauischen Vilnius statt.
|  | 1. Qualifikationsrunde | 1. Qualifikationsrunde |                        |    | 2. Qualifikationsrunde | 2. Qualifikationsrunde |  |  | Qualifikationsfinale | Qualifikationsfinale |
|  |                        |                        |                        |    |                        |                        |  |  |                      |                      |
|  | 1. Oktober 2013        |                        |                        |    |                        |                        |  |  |                      |                      |
|  |                        |                        |                        |    |                        |                        |  |  |                      |                      |
|  | Cimberio Varese        | 74                     |                        |    |                        |                        |  |  |                      |                      |
|  | Cimberio Varese        | 74                     | 3. Oktober 2013        |    |                        |                        |  |  |                      |                      |
|  | EWE Baskets Oldenburg  | 79                     |                        |    |                        |                        |  |  |                      |                      |
|  | EWE Baskets Oldenburg  | 79                     | EWE Baskets Oldenburg  | 87 |                        |                        |  |  |                      |                      |
|  | 1. Oktober 2013        |                        | EWE Baskets Oldenburg  | 87 |                        |                        |  |  |                      |                      |
|  |                        | Lietuvos rytas Vilnius | 99                     |    |                        |                        |  |  |                      |                      |
|  | Lietuvos rytas Vilnius | Lietuvos rytas Vilnius | 99                     | 80 |                        |                        |  |  |                      |                      |
|  | Lietuvos rytas Vilnius |                        | 4. Oktober 2013        | 80 |                        |                        |  |  |                      |                      |
|  | BK VEF Rīga            | 71                     |                        |    |                        |                        |  |  |                      |                      |
|  | BK VEF Rīga            | 71                     | Lietuvos rytas Vilnius | 75 |                        |                        |  |  |                      |                      |
|  | 2. Oktober 2013        |                        | Lietuvos rytas Vilnius | 75 |                        |                        |  |  |                      |                      |
|  |                        | Telenet Oostende       | 66                     |    |                        |                        |  |  |                      |                      |
|  | ČEZ Nymburk            | Telenet Oostende       | 66                     | 78 |                        |                        |  |  |                      |                      |
|  | ČEZ Nymburk            | 3. Oktober 2013        |                        | 78 |                        |                        |  |  |                      |                      |
|  | Banvit BK              | 87                     |                        |    |                        |                        |  |  |                      |                      |
|  | Banvit BK              | 87                     | Banvit BK              | 80 |                        |                        |  |  |                      |                      |
|  | 2. Oktober 2013        |                        | Banvit BK              | 80 |                        |                        |  |  |                      |                      |
|  |                        | Telenet Oostende       | 82                     |    |                        |                        |  |  |                      |                      |
|  | BK Chimki              | Telenet Oostende       | 82                     | 79 |                        |                        |  |  |                      |                      |
|  | BK Chimki              |                        |                        | 79 |                        |                        |  |  |                      |                      |
|  | Telenet Oostende       | 90                     |                        |    |                        |                        |  |  |                      |                      |

## Teilnehmer an der Hauptrunde
| Land/Liga                | Mannschaft                  | Halle                                     | Plätze | VJP1 | Lizenz | Land/Liga                            | Mannschaft                 | Halle                        | Plätze | VJP1 | Lizenz |
| ------------------------ | --------------------------- | ----------------------------------------- | ------ | ---- | ------ | ------------------------------------ | -------------------------- | ---------------------------- | ------ | ---- | ------ |
| Liga ACB                 | Real Madrid                 | Palacio de Deportes                       | 15.000 | M    | A      | Lega Basket Serie A                  | Montepaschi Siena          | Nelson Mandela Forum         | 7.500  | M    | A      |
| Liga ACB                 | FC Barcelona Regal          | Palau Blaugrana                           | 8.250  | F    | A      | Lega Basket Serie A                  | EA7 Emporio Armani Mailand | Mediolanum Forum             | 11.200 | VF   | A      |
| Liga ACB                 | Laboral Kutxa               | Fernando Buesa Arena                      | 15.504 | HF   | A      | LNB Pro A                            | JSF Nanterre               | Halle Georges-Carpentier     | 5.009  | M    | B      |
| Liga ACB                 | Unicaja Málaga              | Palacio Carpena                           | 10.500 | 9    | A      | LNB Pro A                            | Strasbourg IG3             | Rhenus Sport                 | 6.200  | F    | B/WC   |
| Türkiye Basketbol Ligi   | Galatasaray Liv Hospital    | Abdi İpekçi Arena                         | 12.270 | M    | B      | Basketball-Bundesliga                | Brose Baskets              | Brose Arena                  | 6.900  | M    | B      |
| Türkiye Basketbol Ligi   | Anadolu Efes Istanbul       | Sinan Erdem Dome                          | 16.000 | HF   | A      | Basketball-Bundesliga                | Bayern München4            | Audi Dome                    | 6.700  | HF   | C/WC   |
| Türkiye Basketbol Ligi   | Fenerbahçe Ülker            | Ülker Sports Arena                        | 13.500 | VF   | A      | Adria-Liga ( Košarkaška liga Srbije) | Partizan Belgrad*          | Hala Pionir                  | 8.150  | M    | B      |
| Basket League            | Olympiakos Piräus2          | Stadion des Friedens und der Freundschaft | 14.095 | F    | A      | Adria-Liga ( Košarkaška liga Srbije) | KK Roter Stern Belgrad*    | Hala Pionir                  | 8.150  | F    | B      |
| Basket League            | Panathinaikos Athen         | Olympiahalle Athen                        | 18.900 | M    | A      | LKL                                  | Žalgiris Kaunas            | Žalgirio Arena               | 14.502 | M    | A      |
| VTB United League ( PBL) | ZSKA Moskau                 | ZSKA-Universal-Sporthalle                 | 5.500  | M    | A      | LKL                                  | Lietuvos rytas Vilnius     | Siemens Arena                | 11.000 | F    | Q      |
| VTB United League ( PBL) | Lokomotive Kuban Krasnodar* | Basket-Hall Krasnodar                     | 7.500  | F    | B      | Tauron Basket Liga                   | Stelmet Zielona Góra       | Centrum Rekreacyjno-Sportowe | 6.080  | M    | B      |
| Ligat ha’Al              | Maccabi Tel Aviv            | Nokia Arena                               | 11.700 | F    | A      | UBS                                  | BK Budiwelnyk Kiew5        | Sportpalast Kiew             | 7.000  | M    | A/WC   |

*: Qualifiziert durch die Platzierung in der angegebenen regionaleuropäischen Liga (in Klammern: nationale Liga)

1: Vorjahresplatzierung in den nationalen Ligen

2: Qualifiziert als Sieger der Euroleague der Saison 2012/13

3: Qualifiziert durch Übertragung einer B-Lizenz, auf die der italienische Vizemeister Acea Rom verzichtet hatte, als „Wild Card“

4: Qualifiziert durch Übertragung der Eurocupsieger-C-Lizenz als „Wild Card“

5: Qualifiziert durch Übertragung der zurückgezogenen A-Lizenz von Asseco Prokom Gdynia als „Wild Card“

## Hauptrunde

### Vorrunde
Die Vorrunde wurde ausgespielt zwischen dem 17. Oktober und dem 20. Dezember 2013. Für die Gruppenplatzierungen waren bei Mannschaften mit gleicher Anzahl von Siegen nicht das gesamte Korbpunktverhältnis, sondern nur das addierte Ergebnis im direkten Vergleich der Mannschaften untereinander entscheidend.

#### Gruppe A
| Team                | Sp | S | N | P+  | P-  |
| ------------------- | -- | - | - | --- | --- |
| 1. Fenerbahçe Ülker | 10 | 8 | 2 | 849 | 749 |
| 2. ZSKA Moskau      | 10 | 7 | 3 | 732 | 676 |
| 3. FC Barcelona     | 10 | 7 | 3 | 786 | 725 |
| 4. Partizan Belgrad | 10 | 3 | 7 | 668 | 715 |
| 5. JSF Nanterre     | 10 | 3 | 7 | 682 | 753 |
| 6. Budiwelnyk Kiew  | 10 | 2 | 8 | 737 | 832 |

#### Gruppe B
| Team                     | Sp | S  | N | P+  | P-  |
| ------------------------ | -- | -- | - | --- | --- |
| 1. Real Madrid           | 10 | 10 | 0 | 889 | 652 |
| 2. Emporio Armani Milano | 10 | 5  | 5 | 742 | 762 |
| 3. Zalgiris Kaunas       | 10 | 5  | 5 | 743 | 768 |
| 4. Anadolu Efes          | 10 | 4  | 6 | 741 | 767 |
| 5. Brose Baskets         | 10 | 3  | 7 | 756 | 829 |
| 6. Strasbourg IG         | 10 | 3  | 7 | 705 | 798 |

#### Gruppe C
| Team                    | Sp | S  | N | P+  | P-  |
| ----------------------- | -- | -- | - | --- | --- |
| 1. Olympiakos Piräus    | 10 | 10 | 0 | 812 | 734 |
| 2. Galatasaray Istanbul | 10 | 6  | 4 | 700 | 725 |
| 3. Unicaja Málaga       | 10 | 5  | 5 | 756 | 712 |
| 4. FC Bayern München    | 10 | 4  | 6 | 818 | 791 |
| 5. Montepaschi Siena    | 10 | 3  | 7 | 674 | 704 |
| 6. Stelmet Zielona Góra | 10 | 2  | 8 | 707 | 799 |

#### Gruppe D
| Team                        | Sp | S | N | P+  | P-  |
| --------------------------- | -- | - | - | --- | --- |
| 1. Maccabi Electra Tel Aviv | 10 | 8 | 2 | 764 | 711 |
| 2. Laboral Kutxa Vitoria    | 10 | 6 | 4 | 767 | 754 |
| 3. Lokomotive Kuban         | 10 | 6 | 4 | 740 | 729 |
| 4. Panathinaikos Athen      | 10 | 5 | 5 | 768 | 734 |
| 5. Roter Stern Belgrad      | 10 | 4 | 6 | 804 | 779 |
| 6. Lietuvos rytas Vilnius   | 10 | 1 | 9 | 686 | 820 |

## Zwischenrunde (Top 16)
Die Zwischenrunde wurde zwischen dem 2. Januar und dem 11. April 2014 ausgespielt. Genau wie in der Vorrunde waren für die Gruppenplatzierungen bei Mannschaften mit gleicher Anzahl von Siegen nicht das gesamte Korbpunktverhältnis, sondern nur das addierte Ergebnis im direkten Vergleich der Mannschaften untereinander entscheidend.

### Gruppe E
| Team                     | Sp | S  | N  | P+   | P-   |
| ------------------------ | -- | -- | -- | ---- | ---- |
| 1. FC Barcelona          | 14 | 12 | 2  | 1109 | 1009 |
| 2. Emporio Armani Milano | 14 | 10 | 4  | 1093 | 1011 |
| 3. Olympiakos Piräus     | 14 | 8  | 6  | 1058 | 996  |
| 4. Panathinaikos Athen   | 14 | 7  | 7  | 961  | 958  |
| 5. Unicaja Málaga        | 14 | 6  | 8  | 1032 | 1063 |
| 6. Fenerbahçe Ülker      | 14 | 6  | 8  | 1078 | 1101 |
| 7. Laboral Kutxa Vitoria | 14 | 5  | 9  | 1061 | 1125 |
| 8. Anadolu Efes          | 14 | 2  | 12 | 967  | 1096 |

### Gruppe F
| Team                        | Sp | S  | N  | P+   | P-   |
| --------------------------- | -- | -- | -- | ---- | ---- |
| 1. ZSKA Moskau              | 14 | 12 | 2  | 1167 | 1035 |
| 2. Real Madrid              | 14 | 11 | 3  | 1190 | 1037 |
| 3. Maccabi Electra Tel Aviv | 14 | 8  | 6  | 1115 | 1090 |
| 4. Galatasaray Istanbul     | 14 | 7  | 7  | 1072 | 1065 |
| 5. Lokomotive Kuban         | 14 | 7  | 7  | 1081 | 1098 |
| 6. FC Bayern München        | 14 | 5  | 9  | 1040 | 1102 |
| 7. Partizan Belgrad         | 14 | 4  | 10 | 953  | 1069 |
| 8. Zalgiris Kaunas          | 14 | 2  | 12 | 1062 | 1174 |

## Viertelfinale
Im Modus „Best-of-Five“ traten die verbliebenen acht Teams in vier Mannschaftsbegegnungen gegeneinander an. Die Gruppenersten und Gruppenzweiten aus der zweiten Phase genossen dabei bei einem eventuell benötigten fünften Entscheidungsspiel Heimrecht. Die vier Mannschaften, welche diese Duelle für sich entschieden, qualifizierten sich für das Final-Four-Turnier. Die Partien fanden vom 15. bis zum 25. April 2014 statt.
| Paarung               | Paarung | Paarung                  | 1. Spiel     | 2. Spiel | 3. Spiel | 4. Spiel    | 5. Spiel |
| FC Barcelona          | −       | Galatasaray Istanbul     | 88:61        | 84:63    | 78:75    |             |          |
| Real Madrid           | −       | Olympiakos Piräus        | 88:71        | 82:77    | 76:78    | 62:71       | 83:69    |
| ZSKA Moskau           | −       | Panathinaikos Athen      | 77:74 n. V.  | 77:51    | 59:65    | 72:73 n. V. | 74:44    |
| Emporio Armani Milano | −       | Maccabi Electra Tel Aviv | 99:101 n. V. | 91:77    | 63:75    | 66:86       |          |

## Final Four
In einem Turnier, das zwischen dem 16. und 18. Mai 2014 im Mediolanum Forum in Mailand ausgetragen wurde, traten je zwei Mannschaften in Halbfinals gegeneinander an. Die Sieger qualifizierten sich für das Finale, aus dem der Sieger der EuroLeague hervorging.

### Halbfinale
Die Halbfinalspiele fanden am 16. Mai 2014 statt.
| Paarung      | Paarung | Paarung                  | Ergebnis |
| FC Barcelona | −       | Real Madrid              | 62:100   |
| ZSKA Moskau  | −       | Maccabi Electra Tel Aviv | 67:68    |

### Spiel um Platz 3
Das Spiel um Platz 3 fand am 18. Mai 2014 statt.
| Paarung      | Paarung | Paarung     | Ergebnis |
| FC Barcelona | −       | ZSKA Moskau | 93:78    |

### Finale
Das Finale fand am 18. Mai 2014 statt.
| Paarung          | Real Madrid – Maccabi Electra Tel Aviv |
| Ergebnis         | 86:98 n. V. |
| Datum            | 18. Mai 2014 |
| Stadion          | Mediolanum Forum, Mailand |
| Zuschauer        | 11.843 |
| Schiedsrichter   | Christos Christodoulou, Saša Pukl, Milivoje Jovčić |
| Real Madrid      | Ioannis Bourousis 12 Punkte, Jaycee Carroll 5, Tremmell Darden 7, Daniel Díez, Rudy Fernández 15, Sergio Llull, Salah Mejri, Nikola Mirotić 12, Felipe Reyes 12, Sergio Rodríguez 21, Marcus Slaughter 2 Trainer: Pablo Laso                 |
| Maccabi Tel Aviv | David Blu 14, Ricky Hickman 18, Joe Ingles, Yogev Ohayon 4, Guy Pnini, Tyrese Rice 26, Sofoklis Schortsanitis 9, Devin Smith 15, Alex Tyus 12, sowie ohne Finaleinsatz: Ben Avi Altit, Sylven Landesberg, Andrija Žižić Trainer: David Blatt |

## Auszeichnungen

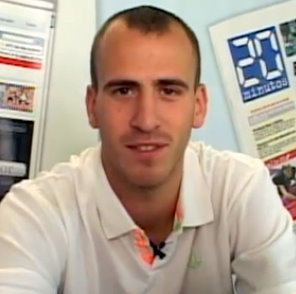
Der Regular Season MVP Sergio Rodríguez

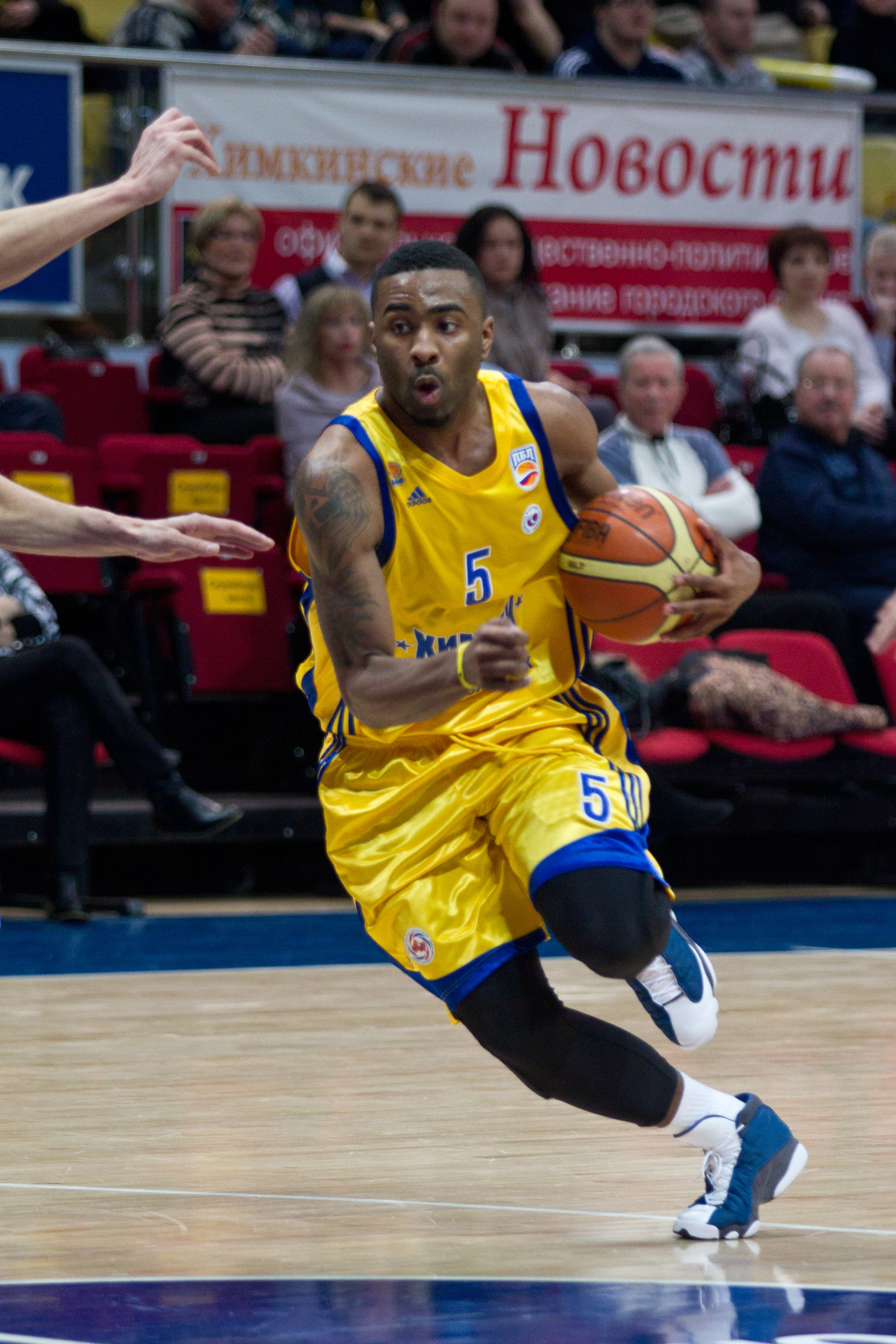
Top Scorer Keith Langford

### MVP der Euroleague Saison
- Sergio Rodríguez (Real Madrid)

### Final Four MVP
- Tyrese Rice (Maccabi Tel Aviv)

### All Euroleague First Team
- Sergio Rodríguez (Real Madrid)
- Keith Langford (EA7-Emporio Armani Milano)
- Rudy Fernández (Real Madrid)
- Sonny Weems (ZSKA Moskau)
- Ante Tomić (FC Barcelona)

### All Euroleague Second Team
- Ricky Hickman (Maccabi Electra Tel Aviv)
- Vasilios Spanoulis (Olympiakos Piräus)
- Nikola Mirotić (Real Madrid)
- Viktor Chrjapa (ZSKA Moskau)
- Stephane Lasme (Panathinaikos Athen)

### Bester Verteidiger
- Bryant Dunston (Olympiakos Piräus)

### Rising Star Trophy
- Bogdan Bogdanović (Partizan Belgrad)

### Alphonso Ford Top Scorer Trophy
- Keith Langford (EA7-Emporio Armani Milano)

### Trainer des Jahres (Alexander Gomelski Trophy)
- David Blatt (Maccabi Electra Tel Aviv)

### Club Executive of the Year
- Livio Proli (Emporio Armani)

### MVP des Monats
- Oktober:  Nikola Mirotić (Real Madrid)
- November:  Derrick Brown (Lokomotive Kuban)
- Dezember:  Efstratios Perperoglou (Olympiakos Piräus)
- Januar:  Nenad Krstić (ZSKA Moskau)
- Februar:  Ante Tomić (FC Barcelona)
- März:  Ante Tomić (FC Barcelona)
- April:  Alex Tyus (Maccabi Electra Tel Aviv)